# Anthony Hernandez
Anthony Hernandez (Dunnigan, California; 18 de octubre de 1993) es un artista marcial mixto estadounidense que actualmente compite en la categoría de peso mediano de Ultimate Fighting Championship (UFC). Siendo un competidor profesional desde 2014, también ha competido en Global Knockout y Legacy Fighting Alliance (LFA). Desde el 25 de febrero de 2025, está en la posición #9 del ranking de peso mediano de UFC.

## Carrera de artes marciales mixtas

### Carrera temprana
En 2018, en LFA 32, Hernandez enfrentó a Brendan Allen por el Campeonato de Peso Mediano de LFA. Hernandez ganó la pelea por decisión unánime.
Hernandez enfrentó a Jordan Wright en el Dana White's Contender Series 10. A pesar de ganar la pelea en 40 segundos por KO, la pelea sería declarada como sin resultado, ya que Hernandez dio positivo por marihuana. Fue multado con el 15% de su multa y suspendido por 6 meses.

### Ultimate Fighting Championship

#### 2019
Hernandez hizo su debut en UFC contra Markus Perez el 2 de febrero de 2019, en UFC Fight Night 144. Perdió la pelea por sumisión en el segundo asalto.
Hernandez enfrentó a Jun Yong Park el 31 de agosto de 2019, en UFC Fight Night 157. Ganó la pelea por sumisión (anaconda choke) en el segundo asalto.

#### 2020
Hernandez enfrentó a Kevin Holland el 16 de mayo de 2020, en UFC on ESPN 8.  Perdió la pelea por TKO en el primer asalto.

#### 2021
Hernandez estaba programado para enfrentar al cinco veces Campeón Mundial de Jiu-Jitsu Rodolfo Vieira el 16 de enero de 2021, en UFC on ABC 1. Sin embargo, Hernandez se retiró de la pelea luego de haber dado positivo por COVID-19 y fueron reprogramados para el 13 de febrero de 2021, en UFC 258. Hernandez ganó la pelea por guillotine choke en el segundo asalto en una masiva sorpresa. Esta victoria lo hizo merecedor de su primer premio de Actuación de la Noche.
Hernandez estaba programado para enfrentar a Punahele Soriano el 26 de junio de 2021, en UFC Fight Night 190. Sin embargo, Hernandez se retiró de la pelea por una lesión y fue reemplazado por Brendan Allen en UFC Fight Night 192.
Hernandez estaba programado para enfrentar a Dustin Stoltzfus el 18 de diciembre de 2021, en UFC Fight Night 199. Sin embargo, Hernandez se retiró de la pelea por razones no reveladas y fue reemplazado por el debutante Caio Borralho.

#### 2022
Hernandez estaba programado para enfrentar a Albert Duraev el 9 de abril de 2022, en UFC 273. Sin embargo, debido a una lesión de costilla, Duraev se retiró de la pelea y fue reemplazado por Dricus du Plessis. Du Plessis fue reprogramado para otra pelea y Hernandez terminó enfrentando a Josh Fremd. Ganó la pelea por decisión unánime.
Hernandez enfrentó a Marc-André Barriault el 17 de septiembre de 2022, en UFC Fight Night 210. Ganó la pelea por sumisión en el tercer asalto.

#### 2023
Hernandez enfrentó a Edmen Shahbazyan el 20 de mayo de 2023, en UFC Fight Night 224. Ganó la pelea por TKO en el tercer asalto.
Hernandez estaba programado para enfrentar a Chris Curtis el 16 de septiembre de 2023, en UFC Fight Night 227. Sin embargo, el 15 de agosto de 2023 se anunció que Curtis se había retirado de la pelea y había sido reemplazado por Roman Kopylov. Sin embargo, Hernandez se retiró de la pelea por un ligamento roto y fue reemplazado por Josh Fremd.

#### 2024
Hernandez estaba programado para enfrentar a Ikram Aliskerov el 17 de febrero de 2024, en UFC 298. Sin embargo, Aliskerov se retiró de la pelea por una enfermedad y fue reemplazado por Roman Kopylov. Ganó la pelea por sumisión en el segundo asalto. Esta victoria lo hizo merecedor de su segundo premio de Actuación de la Noche.
Hernandez estaba programado para enfrentar a Roman Dolidze el 1 de junio de 2024, en UFC 302. Sin embargo, Hernandez fue obligado a retirarse de la pelea por una rotura de ligamento en su mano.
Hernandez estaba programado para enfrentar a Michel Pereira el 14 de septiembre de 2024, en UFC 306. Sin embargo, la pelea fue reprogramada para encabezar UFC Fight Night 245 el 19 de octubre de 2024. Hernández ganó la pelea por TKO en el quinto asalto.  Esta pelea lo hizo merecedor de tercer premio de Actuación de la Noche.

#### 2025
Hernandez enfrentó a Brendan Allen en una revancha el 22 de febrero de 2025, en UFC Fight Night 252. Ganó la pelea por decisión unánime.
Hernandez ha sido reprogramado para enfrentar a Roman Dolidze el 9 de agosto de 2025, en el evento estelar de UFC Fight Night 258.

## Vida personal
Hernandez tiene dos hijos.

## Campeonatos y logros
- Ultimate Fighting Championship
  - Actuación de la Noche (Tres veces) vs. Rodolfo Vieira, Roman Kopylov y Michel Pereira[14][33][39]
- Legacy Fighting Alliance
  - Campeonato de Peso Mediano de LFA (Una vez)[3]
- Cageside Press
  - Sumisión del Año 2021 vs. Rodolfo Vieira[44]
- Jitsmagazine
  - Sumisión de MMA del Año 2021 vs. Rodolfo Vieira[45]
- Combat Press
  - Sumisión de MMA del Año 2021 vs. Rodolfo Vieira[46]

## Récord en artes marciales mixtas
| Récord profesional | Récord profesional | Récord profesional |
| 17 peleas          | 14 victorias       | 2 derrotas         |
| ------------------ | ------------------ | ------------------ |
| Nocaut             | 3                  | 1                  |
| Sumisión           | 9                  | 1                  |
| Decisión           | 3                  | 0                  |
| Sin resultado      | 1                  | 1                  |

| Resultado     | Récord   | Oponente             | Método                                | Evento                                 | Fecha                    | Ronda | Tiempo | Localización           | Notas |
| ------------- | -------- | -------------------- | ------------------------------------- | -------------------------------------- | ------------------------ | ----- | ------ | ---------------------- | --- |
| Victoria      | 15–2 (1) | Roman Dolidze        | Sumisión (rear-naked choke)           | UFC Fight Night: Dolidze vs. Hernandez | 9 de agosto de 2025      | 4     | 2:45   | Las Vegas, Nevada      | Actuación de la Noche.                                                                                        |
| Victoria      | 14–2 (1) | Brendan Allen        | Decisión (unánime)                    | UFC Fight Night: Cejudo vs. Song       | 22 de febrero de 2025    | 3     | 5:00   | Seattle, Washington    | |
| Victoria      | 13–2 (1) | Michel Pereira       | TKO (codazos)                         | UFC Fight Night: Hernandez vs. Pereira | 19 de octubre de 2024    | 5     | 2:22   | Las Vegas, Nevada      | Actuación de la Noche.                                                                                        |
| Victoria      | 12–2 (1) | Roman Kopylov        | Sumisión (rear-naked choke)           | UFC 298                                | 17 de febrero de 2024    | 2     | 3:23   | Anaheim, California    | Actuación de la Noche.                                                                                        |
| Victoria      | 11–2 (1) | Edmen Shahbazyan     | TKO (codazos y golpes)                | UFC Fight Night: Dern vs. Hill         | 20 de mayo de 2023       | 3     | 1:01   | Las Vegas, Nevada      | |
| Victoria      | 10–2 (1) | Marc-André Barriault | Sumisión técnica (arm-triangle choke) | UFC Fight Night: Sandhagen vs. Song    | 17 de septiembre de 2022 | 3     | 1:53   | Las Vegas, Nevada      | |
| Victoria      | 9–2 (1)  | Josh Fremd           | Decisión (unánime)                    | UFC 273                                | 9 de abril de 2022       | 3     | 5:00   | Jacksonville, Florida  | |
| Victoria      | 8–2 (1)  | Rodolfo Vieira       | Sumisión (guillotine choke)           | UFC 258                                | 12 de febrero de 2021    | 2     | 1:53   | Las Vegas, Nevada      | Actuación de la Noche.                                                                                        |
| Derrota       | 7–2 (1)  | Kevin Holland        | TKO (rodillazos y golpes)             | UFC on ESPN: Overeem vs. Harris        | 16 de mayo de 2020       | 1     | 0:39   | Jacksonville, Florida  | |
| Victoria      | 7–1 (1)  | Jun Yong Park        | Sumisión (anaconda choke)             | UFC Fight Night: Andrade vs. Zhang     | 31 de agosto de 2019     | 2     | 4:39   | Shenzhen               | |
| Derrota       | 6–1 (1)  | Markus Perez         | Sumisión (anaconda choke)             | UFC Fight Night: Assunção vs. Moraes 2 | 2 de febrero de 2019     | 2     | 1:07   | Fortaleza              | |
| Sin Resultado | 6–0 (1)  | Jordan Wright        | Sin resultado (anulado)               | Dana White's Contender Series 10       | 19 de junio de 2018      | 1     | 0:40   | Las Vegas, Nevada      | Originalmente una victoria por KO (golpes) para Hernandez; anulado luego de que diera positivo por marihuana. |
| Victoria      | 6–0      | Brendan Allen        | Decisión (unánime)                    | LFA 32                                 | 26 de enero de 2018      | 5     | 5:00   | Lake Charles, Luisiana | Ganó el Campeonato de Peso Mediano de LFA.                                                                    |
| Victoria      | 5–0      | Mike Persons         | Sumisión (guillotine choke)           | GKO 9                                  | 18 de marzo de 2017      | 1     | 1:54   | Jackson, California    | |
| Victoria      | 4–0      | Jumoke Hunter        | Sumisión (guillotine choke)           | GKO 7                                  | 27 de agosto de 2016     | 1     | 3:09   | Jackson, California    | |
| Victoria      | 3–0      | Preston Snook        | Sumisión (guillotine choke)           | GKO 4                                  | 29 de agosto de 2015     | 1     | 3:09   | Jackson, California    | |
| Victoria      | 2–0      | Kenny Ento           | Sumisión (guillotine choke)           | GKO 3                                  | 21 de marzo de 2015      | 1     | 3:30   | Jackson, California    | |
| Victoria      | 1–0      | Trey Williams        | KO (puñetazo)                         | WFC 11                                 | 13 de septiembre de 2014 | 1     | 0:51   | Sacramento, California | Debut en peso mediano.                                                                                        |